# Brusník (powiat Veľký Krtíš)
Brusník – wieś (obec) na Słowacji położona w kraju bańskobystrzyckim, w powiecie Veľký Krtíš. Pierwsze wzmianki o miejscowości pochodzą z 1327 roku.
Według danych z dnia 31 grudnia 2012 roku, wieś zamieszkiwało 109 osób, w tym 51 kobiet i 58 mężczyzn.
W 2001 roku rozkład populacji względem narodowości i przynależności etnicznej wyglądał następująco:
- Słowacy – 90,63%
- Czesi – 1,04%
- Romowie – 8,33%

Ze względu na wyznawaną religię struktura mieszkańców kształtowała się w 2001 roku następująco:
- Katolicy rzymscy – 40,63%
- Ewangelicy – 53,13%
- Ateiści – 6,25%